# غدب برغري
غدب برغري (باللاتينية: Scrophularia buergeriana ) هو نوع نباتي يتبع جنس الغدب من الفصيلة الغدبية.